# Hnutí 22. března

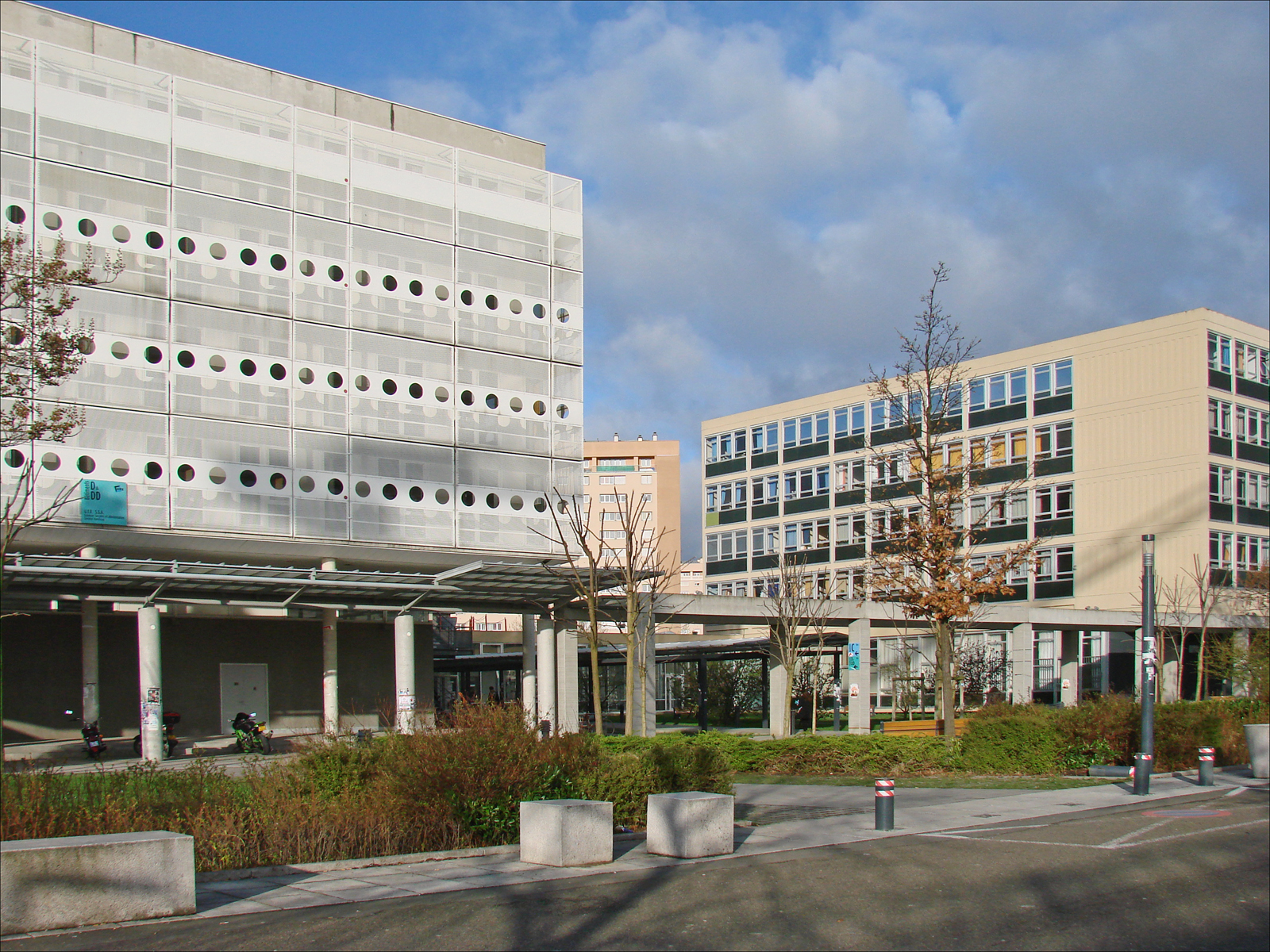
Univerzita v Nanterre

Hnutí 22. března (fr. Mouvement du 22-Mars) je název studentského politického hnutí, které bylo založeno v pátek 22. března 1968 na univerzitě v Nanterre poblíž Paříže. Hnutí bylo ovlivněno libertarianismem a bylo jedním z impulsů následných květnových událostí. Svou činnost ukončilo v červnu 1968.

## Historie
Hlavním politickým vůdcem hnutí byl tehdejší student Daniel Cohn-Bendit. Hnutí bylo založeno večer 22. března během obsazení univerzitní administrativní budovy 142 studenty. Osazení proběhlo na protest proti zatčení komunistů Xaviera Langlada a Nicolase Boulta. Hnutí mělo kořeny v rok staré události, kdy 21. března 1967 studenti v Nanterre spontánně obsadili budovu univerzity. Následovalo násilné vyklizení budovy policií a postih studentů, kteří byli vyloučeni z kurzů.
Hnutí 22. března se posléze rozšířilo i na jiné vysoké školy ve Francii, kde studenti organizovali stávky.
Studenti v rámci hnutí požadovali více svobody v osobním životě (sexuální svoboda) i svobody na univerzitách. Když se rozšířila zpráva, že Daniel Cohn-Bendit bude přeložen na jinou univerzitu, byla svolána stávka, především z řad levicových studentů. Když v pátek 3. května 1968 nechal univerzitu v Nanterre uzavřít děkan Pierre Grappin, hnutí se přesunulo do Paříže na Sorbonnu. Tím byly zahájeny květnové události 1968.
Samotné Hnutí 22. března se rozpustilo začátkem června 1968 na valné hromadě.
Příběh Hnutí 22. března zpracoval již v roce 1970 francouzský romanopisec Robert Merle ve své novele Derrière la vitre, která vyšla v češtině pod názvem Za sklem (1981, 1993).